# HMS Dianthus (K95)
«Діантус» (англ. HMS Dianthus (K95) — військовий корабель, корвет типу «Флавер» Королівського військово-морського флоту Великої Британії за часів Другої світової війни.
Корвет «Діантус» був закладений 31 жовтня 1939 року на верфі компанії Henry Robb у Літі. 9 липня 1940 року він був спущений на воду, а 17 березня 1941 року увійшов до складу Королівських ВМС Великої Британії.
Корабель брав участь у бойових діях на морі в Другій світовій війні, бився в Атлантиці, супроводжував атлантичні транспортні конвої. Потопив два німецькі підводні човни, U-379 і U-225.

## Історія служби
1941 рік «Діантус» провів, супроводжуючи торговельні конвої через прибережні води та західні підходи до Сполученого Королівства, поки не був призначений до ескортної групи С1 Серединно-океанських сил супроводу.
8 серпня 1942 року південно-східніше мису Фарвель під час оборони конвою SC 94 глибинними бомбами та тараном «Діантус» потопив U-379..
Після капітального ремонту для усунення пошкоджень від зіткнення при тарані «Діантус» був призначений до групи 3-ї ескортної групи MOEF A3. Брав участь у супроводі конвоїв ON 145, ON 166, SC 121 і HX 233.
22 лютого 1943 року «Діантус» виявив U-225 у центрі Північній Атлантиці південно-східніше мису Фарвель. Атакою глибинними бомбами корабель завдав невиправних пошкоджень німецькому ПЧ, який затонув, забравши життя усіх 46 членів екіпажу.
Після розформування групи A3, «Діантус» перевели до групи MOEF C5 до чергового капітального ремонту верфі в серпні 1943 року.
У листопаді «Діантус» завершив переобладнання та супроводжував ще чотири трансатлантичні конвої у двох рейсах, перш ніж повернувся до європейського прибережного супроводу, де діяв до кінця війни. Після закінчення воєнних дій корабель списали та продали для цивільного використання. Він став норвезьким буйковим тендером Thorslep, і пізніше використовувався для китобійного промислу, перш ніж був утилізований у 1969 році.